# 佐竹義久
佐竹義久（1554年—1601年12月22日），日本戰國時代至安土桃山時代於常陸國的武將。第4代佐竹東家當主。父親是佐竹東家第2代當主佐竹義堅。別名東義久。

## 生平
在天文23年（1554年）出生，家中次男。以佐竹東家當主的身份，跟隨本家的當主佐竹義重，在各地轉戰，立下武功。天正7年（1579年），為了與相模國的後北條氏對抗，與甲斐國的武田氏締結同盟（甲佐同盟）。作為一族的重鎮，得到重用，負責佐竹氏在陸奧方面的軍權。
此後，佐竹氏臣服於豐臣秀吉。天正18年（1590年），成為常陸武熊城城主，領有1萬石。天正19年（1591年）1月2日，被下賜豐臣姓。文祿2年（1593年）6月，在文祿慶長之役中，率領佐竹軍1千4百4十人出陣，持續約1個月。因為以上功績，直接受秀吉賜予常陸國的鹿島郡、真壁郡6萬石，後來兼任豐臣氏直轄領1千石的代官，得到獨立大名的待遇。
在關原之戰中，因為佐竹家立場不明，於戰後與德川家康交渉，為佐竹本家的本領安堵仲介。在慶長6年（1601年）11月28日死去。死因有病死、或因被家康當作佐竹本家當主而被敵對勢力暗殺等說法。

## 子孫
繼承人是嫡男佐竹義賢。次男宣宗成為伊達盛重的養子。三男宣政成為小野崎氏的養子，並在小野崎義昌於人取橋之戰的陣中被刺殺後，成為繼承人。

## 外部連結
- 武家家伝＿佐竹氏（页面存档备份，存于）